# Terza guerra illirica
La terza guerra illirica è stato un conflitto armato, che nel 168 a.C. vide gli Illiri opposti allo Stato romano.

## La guerra
Firmato il trattato, confermato da giuramenti e dallo scambio di ostaggi, Genzio non aspettò l'effettivo pagamento della somma pattuita da parte di Perseo ed iniziò le ostilità contro Roma; fece arrestare due legati romani presenti presso la sua corte e marciò verso Apollonia e Dyrrhachium.
Visto che ormai Genzio era totalmente compromesso con la Macedonia, Perseo decise di ritirare i messaggeri e di non pagare la somma concordata .
Anche se defraudato dall'alleato, Genzio non chiese la pace, ma radunò forze militari per prepararsi alla guerra.
Lucio Emilio Paolo, che in quel momento stava conducendo la guerra contro Perseo (terza guerra macedonica) incaricò Lucio Anicio Gallo di condurre le operazioni contro gli autoctoni Illiri.
Lucio Anicio era accampato nei pressi di Apollonia e, ricevuto l'ordine, era deciso a raggiungere Appio Claudio, che si trovava sulle rive del fiume Genuso, in modo da operare in modo coordinato contro il nemico illirico. Informato che gli Illiri stavano razziando le coste tra Apollonia e Dyrrhachium, Lucio Anicio decise di condurre la flotta romana contro le navi degli Illiri, catturandone alcune e facendo fuggire tutte le altre.
Si affrettò, quindi, per portare aiuto a Appio Claudio e ai Bessaniti, che erano assediati dalle truppe di Genzio. Le notizie dell'arrivo delle truppe romane spaventarono terribilmente il re degli Illiri, che tolse l'assedio e corse a rifugiarsi nella sua roccaforte di Scodra, mentre il resto del suo esercito si arrendeva ai Romani.

Lucio Anicio fu clemente con quelli che si arresero e, perciò, tutte le città illiriche seguirono l'esempio dell'esercito: così che l'esercito Romano avanzò molto velocemente verso Scodra. 

Sotto le mura della città Genzio affrontò in campo aperto l'esercito avversario, ma fu facilmente sopraffatto. Il re illirico, terrificato dagli avvenimenti e dalla loro velocità, chiese una tregua di tre giorni, che gli furono garantiti. Genzio sperava che, nel frattempo, il fratello Caravanzio giungesse con dei rinforzi. Non vedendolo arrivare e disperando in aiuti dalla Macedonia, Genzio stesso uscì dalla città e si diresse verso il campo romano per arrendersi subito senza condizioni.
Lucio Anicio Gallo entrò in Scodra e per prima cosa liberò i legati fatti prigionieri dagli Illiri ed inviò Perperna, uno dei legati, a Roma per informare il Senato della completa vittoria su Genzio. L'intera campagna era durata meno di trenta giorni.
Il Senato stabilì tre giorni di festeggiamenti e, al suo ritorno a Roma, Lucio Anicio Gallo celebrò il proprio trionfo su Genzio.